# Powiat Bruck an der Mur
Powiat Bruck an der Mur (niem. Bezirk Bruck an der Mur) – dawny powiat w Austrii, w kraju związkowym Styria. Siedziba znajdowała się w Bruck an der Mur. W 2013 roku powiat został zlikwidowany i wraz z powiatem Mürzzuschlag wszedł w skład nowo utworzonego powiatu Bruck-Mürzzuschlag.
Na północy dawnego powiatu, przy granicy z Dolną Austrią znajduje się znane miejsce pielgrzymkowe i kurort sportów zimowych – Mariazell.

## Geografia
Powiat leżał na południu w Alpach Centralnych (Lavanttaler Alpen i Alpy Fischabch), w części środkowej i północnej znajdują się Północne Alpy Wapienne z grupą Hochschwab.
Największą rzeką była Mur, do której w Bruck an der Mur wpada Mürz, na północy płynie Salza.
Powiat graniczył z powiatami: na północy Lilienfeld (w Dolnej Austrii), na wschodzie Mürzzuschlag, na południowym wschodzie Weiz, na południu Graz-Umgebung, na zachodzie Leoben, na północnym zachodzie Liezen.

## Demografia
| Rok  | Liczba mieszkańców |
| ---- | ------------------ |
| 1981 | 71 330             |
| 1991 | 67 774             |
| 2001 | 64 991             |

## Miasta i gminy
Powiat podzielony był na 21 gmin, wliczając w to 3 miasta i 6 gmin targowych.
| Miasta 1. Bruck an der Mur 2. Kapfenberg 3. Mariazell Gminy targowe 1. Breitenau am Hochlantsch 2. Oberaich 3. Sankt Lorenzen im Mürztal 4. Sankt Marein im Mürztal 5. Thörl 6. Turnau | Gminy 1. Aflenz Kurort 2. Aflenz Land 3. Etmißl 4. Frauenberg 5. Gußwerk 6. Halltal 7. Parschlug 8. Pernegg an der Mur 9. Sankt Ilgen 10. Sankt Katharein an der Laming 11. Sankt Sebastian 12. Tragöß |

## Transport
Największe ciągi komunikacyjne krzyżują się na południu w stolicy powiatu oraz na północy w mieście Mariazell. Przez powiat przebiegały: droga ekspresowa S6 i S35, drogi krajowe B20, B21, B24, B71, B116 i B306.
W transporcie kolejowym najważniejszą rolę odgrywała Południowa Kolej Austriacka łącząca Wiedeń z Mariborem w Słowenii, od niej w Bruck an der Mur odbiega linia w kierunku Klagenfurtu. W Gußwerk około 3 km za Mariazell znajduje się stacja końcowa linii z Wiednia.